# ムフタル・アルティンバエフ

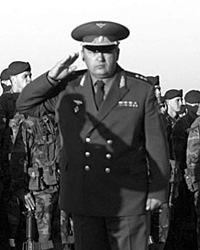

ムフタル・カパシェヴィッチ・アルティンバエフ （Мухтар Капашевич Алтынбаев、1945年 - ）は、ソビエト連邦、カザフスタンの軍人。上級大将。国防相、カザフスタン防空軍司令官、カザフスタン共和国軍参謀長委員会議長（統合参謀本部議長）等を歴任。

## 経歴
カラガンダ市出身。1962年からカラガンダの炭鉱で働く。1965年～1966年、全ソ陸海空軍後援会のキネリ・チェルカッスク教育訓練航空センターの生徒パイロット。1966年～1969年、炭鉱夫。

### ソビエト連邦軍
1969年からソ連防空軍。1977年、アルマヴィル防空高等飛行士軍事学校を卒業し、1982年まで航空連隊の戦闘機パイロット、教育戦闘航空連隊のパイロット、先任飛行士、編隊長、飛行大隊長、飛行訓練担当副連隊長、防空戦闘航空連隊長を歴任。
1982年～1985年、G.K.ジューコフ名称防空軍事アカデミーの聴講生。卒業後、副師団長、師団長、防空軍団長。

### カザフスタン共和国軍
- 1992年5月～1993年11月 - 防空軍団長/国防次官
- 1993年11月～1994年9月 - 空軍司令官/国防次官
- 1994年9月～1996年10月 - 空軍司令官
- 1996年10月～1999年8月 - 国防相
- 2000年3月～2001年12月 - 防空軍司令官
- 2001年12月～2007年1月 - 国防相
- 2007年1月10日～2010年3月11日 - 参謀長委員会議長/国防第一次官（2009年6月17日から国防相代行）

## パーソナル
カザフスタン人民英雄（ハルィク・カハルマヌィ。2006年5月6日）。「オタン」勲章を受章。ソ連から三等「ソ連軍における祖国への奉仕に対する」勲章を受章。ロシア連邦からは「友好」勲章（2004年）を受章。
妻帯、1児を有する。軍事飛行技師。歴史科学準博士。